# Josef Lense
Josef Lense (né le 28 octobre 1890 à Vienne et décédé le 28 décembre 1985 à Munich) est un physicien autrichien.

## Biographie
En 1914, Lense a obtenu son doctorat en astronomie sous la direction de Samuel Oppenheim à l'université de Vienne. De 1927 à 1928, il a été professeur et de 1928 à 1946 professeur extraordinaire de mathématiques appliquées à l'université technique de Munich. De 1946 à 1961, il a été directeur de l'Institut mathématique de la même université.
Lense est connu comme l'un des deux découvreurs (avec Hans Thirring) de l'effet Lense-Thirring.
En mathématiques, Lense était un spécialiste des harmoniques sphériques et des variétés complexes.

## Publications
- (avec H. Thirring) « Über den Einfluss der Eigenrotation der Zentralkörper auf die Bewegung der Planeten und Monde nach der Einsteinschen Gravitationstheorie », Physikalische Zeitschrift, vol. 19, 1918, p. 156-163 [Sur l'influence de la Rotation Propre de Corps Centraux sur le Mouvement des Planètes et Lunes selon la Théorie de la Gravitation d'Einstein]
- Vorlesungen über höhere Mathematik, Leibniz-Verlag 1948 et rééd.
- Vom Wesen der Mathematik und ihren Grundlagen, Leibniz-Verlag, 1949
- Kugelfunktionen, Geest und Portig, 1954
- Reihenentwicklungen in der mathematischen Physik, de Gruyter, 1947, rééd. 1953
- Analytische projektive Geometrie, 1965